# Drusberg
Der Drusberg (oder Druesberg) ist 2282 m ü. M. hoch und liegt westlich des Pragelpasses im Kanton Schwyz. Er bildet den Grenzkamm gegen das Ski- und Wandergebiet des Hoch-Ybrig und gegen das Glarnerland.
Er gab den Namen für die Drusbergschichten innerhalb des Helvetikums.
Auf dem Gipfel befindet sich ein Gipfelkreuz mit Gipfelbuch.

## Besteigung
Der Bergwanderweg führt von der Druesberghütte aus zunächst über einen Wiesenhang, dann durch ein Geröllfeld (vgl. Bildergalerie) zur Senke zwischen Druesberg und Forstberg (2215 m) und von dort aus zum Gipfel. Er ist weiss-blau-weiss markiert (Schwierigkeitsgrad T 3-4) und setzt im letzten Streckenabschnitt Schwindelfreiheit und Trittsicherheit voraus.
Eine alternative, landschaftlich reizvollere Route führt von Hoch Ybrig bzw. dem Grat des Grossen Sternen über den Forstberg zum Drusberg (ebenfalls weiss/blau/weiss markiert - T 4)

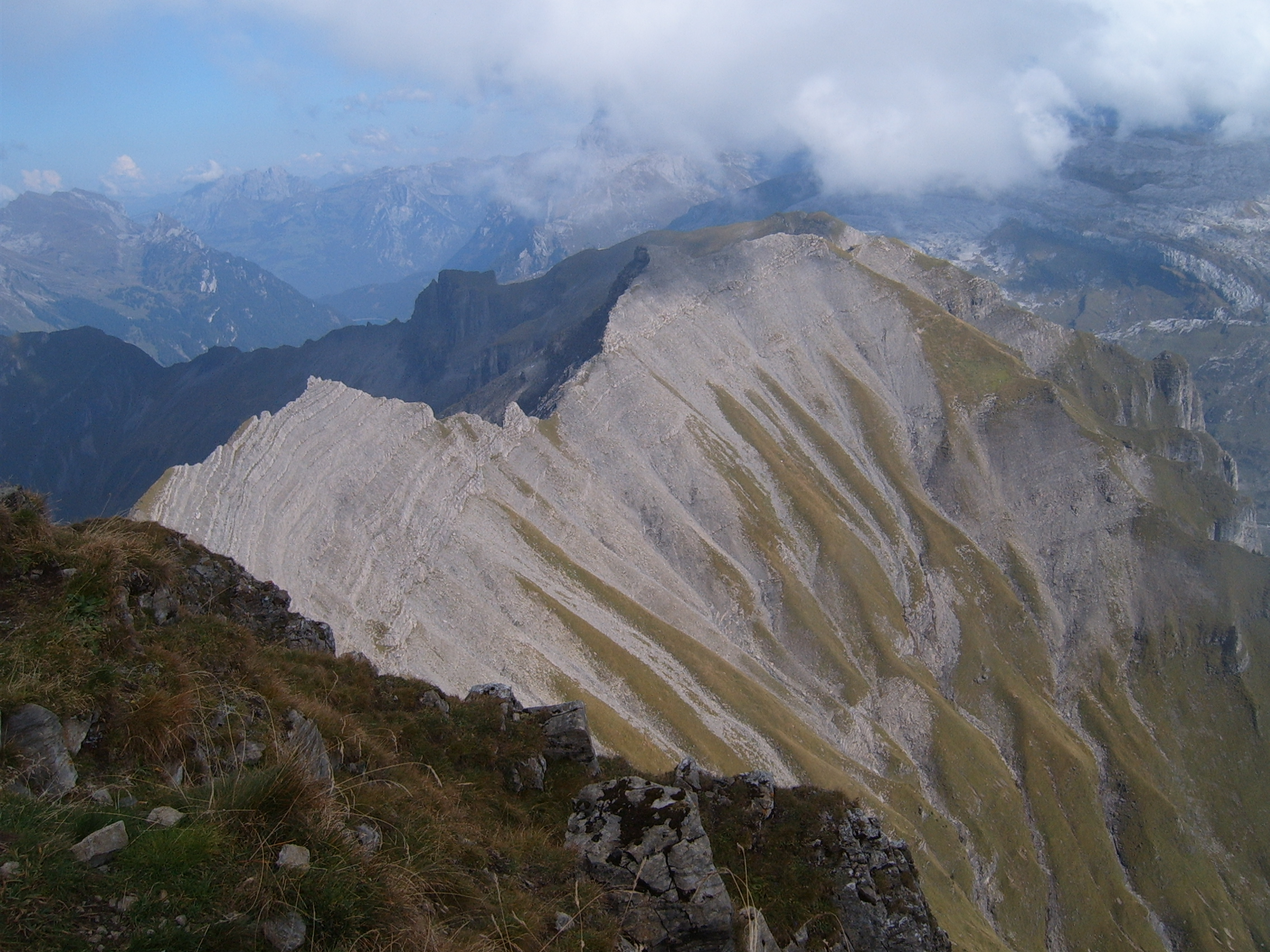
Aussicht vom Gipfel
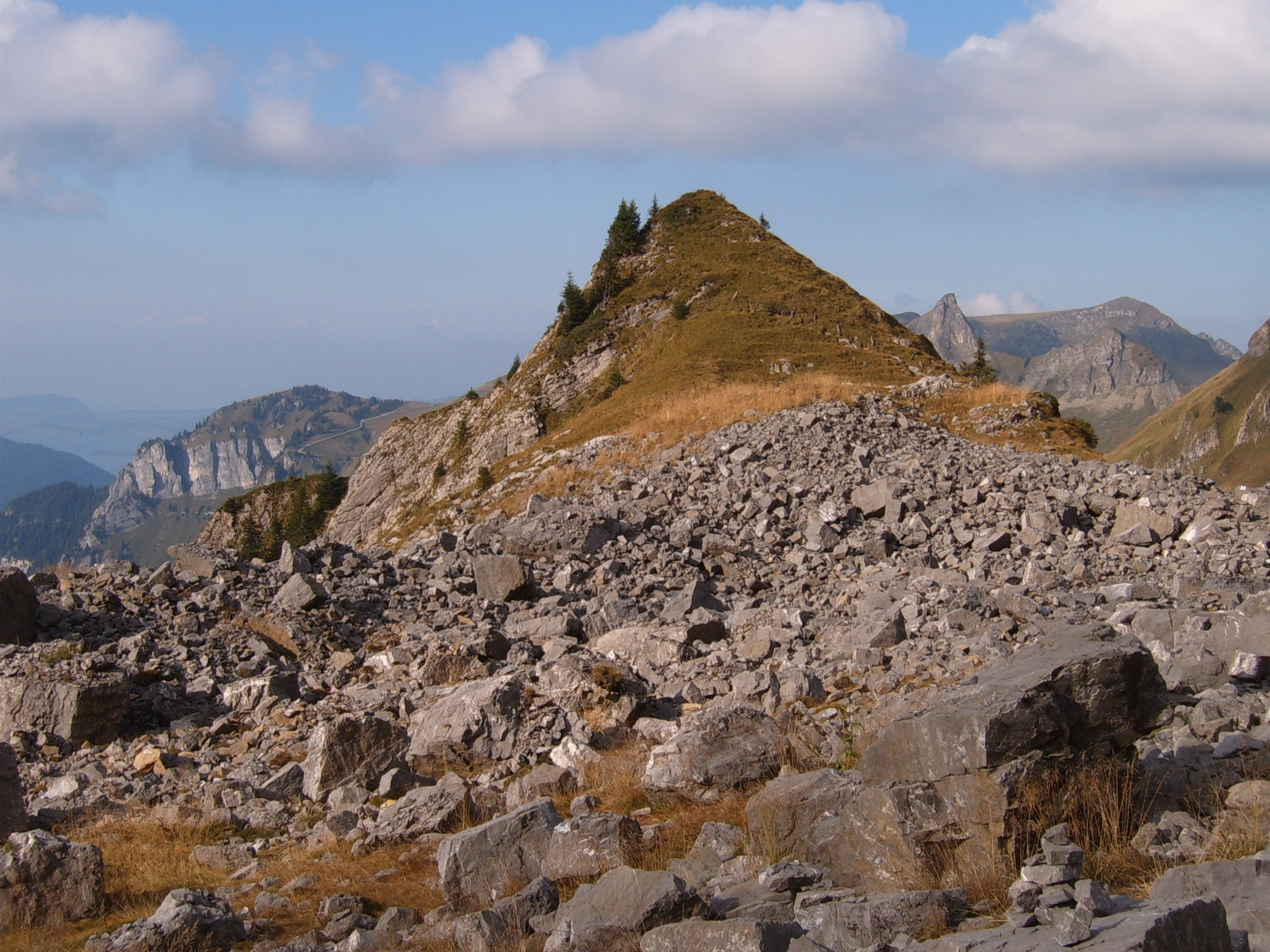
Geröllfeld unterhalb des Druesbergs
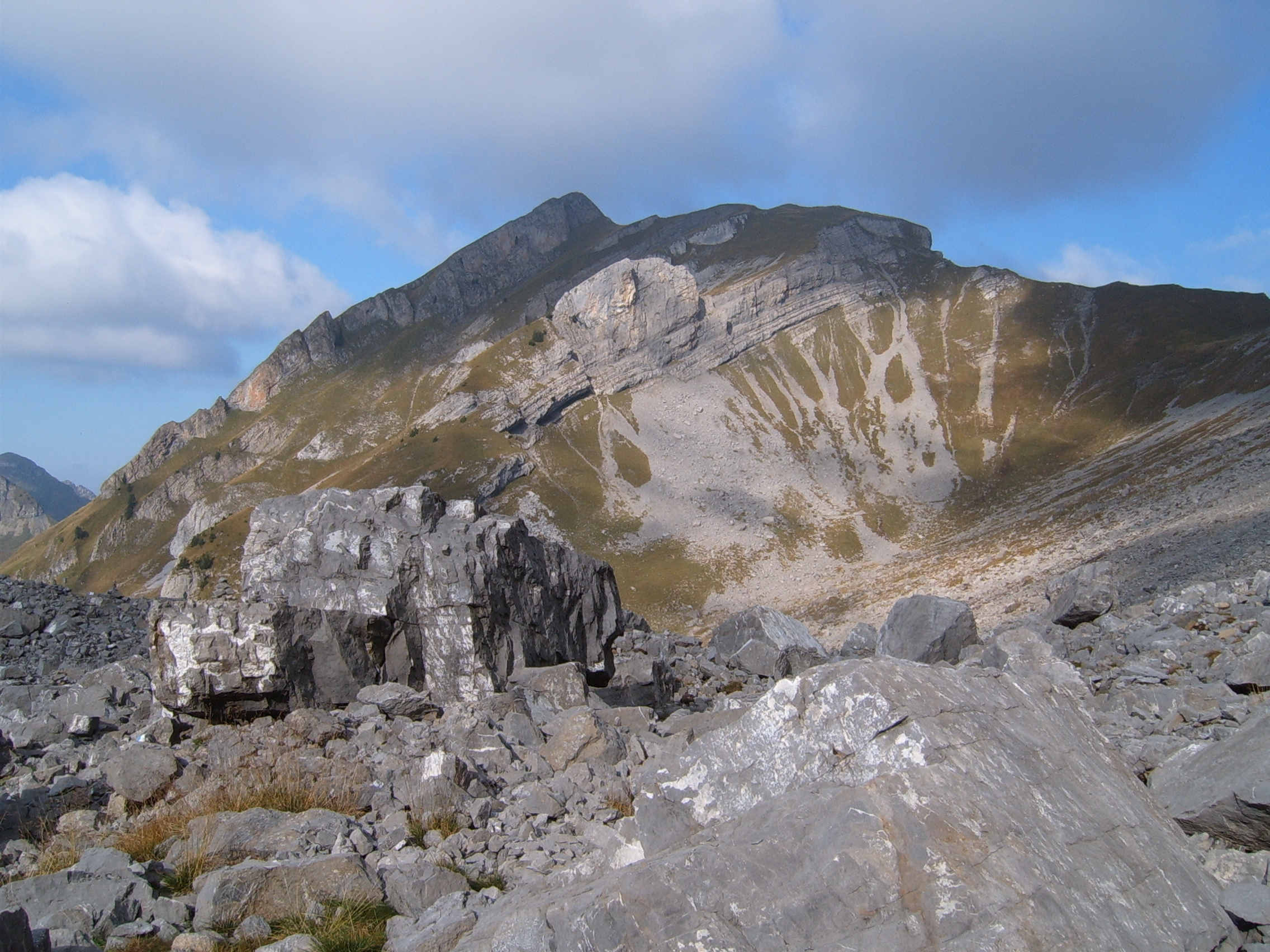
Geröllfeld unterhalb des Druesbergs, Blick Richtung Twäriberg